# Chondrilla tenuiramosa
Chondrilla tenuiramosa là một loài thực vật có hoa trong họ Cúc. Loài này được U.P.Pratov & Tagaev mô tả khoa học đầu tiên năm 1990.